# Исаков, Валерий Трофимович
Валерий Трофимович Иса́ков (7 августа 1936, Верхошижемье, Кировский край — 19 августа 2017, Москва) — советский и российский киноактёр, кинорежиссёр и сценарист. Лауреат Государственной премии УССР имени Т. Г. Шевченко (1975).

## Биография
Родился 7 августа 1936 года в селе Верхошижемье (ныне Кировская область). В 1955—1958 годах служил в Советской армии. В 1964 году окончил режиссёрский факультет ВГИКа (мастерская М. И. Ромма).
В кино творческий путь начинал с роли Сени в фильме «У крутого яра». Помимо ролей в кино, работал режиссёром на таких киностудиях, как Одесская киностудия (1964—1976), «Мосфильм» (1976—1978), ЦКДЮФ имени М. Горького (1978—2001).
Похоронен на Перовском кладбище.

## Фильмография

### Актёр
- 1961 — У крутого яра — Сеня Трошин (главная роль)
- 1966 — Формула радуги — отдыхающий на спортбазе
- 1967 — Короткие встречи — Стёпа, буфетчик

### Режиссёр
- 1964 — Молодожён
- 1965 — Погоня (совместно с Р. Василевским)
- 1967 — Тихая Одесса
- 1970 — Севастополь
- 1973 — До последней минуты
- 1974 — Наследники
- 1981 — Приказ: огонь не открывать (совместно с Ю. Иванчуком)
- 1983 — Нежный возраст
- 1986 — Алый камень
- 1990 — Овраги

## Награды и премии
- Государственная премия УССР имени Т. Г. Шевченко (1975) — за художественный фильм «До последней минуты» (1973) производства Одесской киностудии.